# Sumerian Cry
Sumerian Cry (рус. «Плач шумеров») — дебютный студийный альбом шведской рок-группы Tiamat, выпущенный 7 июня 1990 года.

## Об альбоме
Sumerian Cry был записан на Sunlight Studio в Стокгольме в 1989 году, когда группа ещё носила имя Treblinka. Композиция Sumerian Cry, Pt. 1 является ре-интерпретацией вступления из Crawling in vomit, первой композиции с первой демозаписи Treblinka. Композиция The Sign of the Pentagram вышла только на CD-версии альбома и записывалась отдельно от остальных песен альбома. Этот трек планировалось включить в сборник песен, выпускаемый Джоном «Металион» Кристиансеном (редактором норвежского фанатского дэт-метал-журнала Slayer Mag). Сборник не издавался, и композиция стала бонус-треком к альбому.

## Список композиций
1. Intro — Sumerian Cry (Part 1) — 1:57
2. In The Shrines Of The Kingly Dead — 4:09
3. The Malicious Paradise — 4:28
4. Necrophagous Shadows — 4:35
5. Apotheosis Of Morbidity — 6:05
6. Nocturnal Funeral — 4:05
7. Altar Flame — 4:30
8. Evilized — 5:00
9. Where The Serpents Ever Dwell / Outro: Sumerian Cry (Part 2) — 6:08
10. The Sign Of The Pentagram (бонус-трек) — 3:54

## Участники записи
- Hellslaughter — Йохан Эдлунд, ритм-и лидер гитары, клавишные, основной вокал;
- Emetic — Стефан Лагергрен, лидер-гитара;
- Juck — Юрген Туллбер, бас-гитара;
- Najse — Андерс Холмберг, барабаны.